# Бланк, Владимир Давыдович
Влади́мир Давы́дович Бланк (род. 23 апреля 1951 года, Вологда) — советский и российский физик, доктор физико-математических наук, профессор, директор и научный руководитель Технологического института сверхтвёрдых и новых углеродных материалов.

## Биография
В 1974 году окончил Московский институт стали и сплавов.
С 1974 по 1994 год работал в Институте физики высоких давлений им. Л. Ф. Верещагина РАН, где достиг должности заместителя директора института по научной работе.
С 1994 по 1995 год заведовал лабораторией Института спектроскопии РАН, а с 1996 года возглавил созданный по его предложению Научно-технический центр «Сверхтвёрдые материалы» в Троицке, который был затем реорганизован в Технологический институт сверхтвёрдых и новых углеродных материалов.
Опубликовал 82 научных статьи, около 70 тезисов докладов международных конференций, получил 7 патентов.
Был избран генеральным секретарём Всероссийского углеродного общества, которое объединяет ведущих специалистов и ученых, работающих в важнейших отраслях народного хозяйства. Является членом Межведомственного совета по нанотехнологиям и наноматериалам, членом Американского физического общества. Член Совета национальной нанотехнологической сети (2011—2014).
Награждён нагрудным знаком «Почетный работник науки и техники Российской Федерации» и медалью ордена «За заслуги перед Отечеством» II степени.
С 1990 года неоднократно избирался депутатом Совета депутатов Троицка, с 1996 по 2000 годы был его председателем.